# Begonia edmundoi
Espèce
Begonia edmundoi est une espèce de plantes de la famille des Begoniaceae.
L'espèce fait partie de la section Gaerdtia.
Elle a été décrite en 1945 par Alexander Curt Brade (1881-1971).
Elle est considérée comme un synonyme hétérotypique de Begonia kunthiana Walp..

## Répartition géographique
Cette espèce est originaire du Brésil.